# Нейдгардт, Павел Иванович
Павел Иванович Нейдгардт (нем. Paul Neidhardt, 11 (22) марта 1779, Санкт-Петербург, Российская империя — 25 августа (6 сентября) 1850, там же) — русский генерал из рода Нейдгардтов, участник Наполеоновских войн, впоследствии Одесский градоначальник, сенатор, действительный тайный советник.

## Биография
Родился 11 марта 1779 г. (по старому стилю) в Санкт-Петербурге, в семье действительного статского советника Ивана Лаврентьевича Нейдгардта. Брат генерала Александра Нейдгардта.
7 мая 1786 г. Павел Иванович был записан сержантом в артиллерию; в апреле 1792 г. был перечислен каптенармусом в лейб-гвардии Преображенский полк и в декабре того же года произведён в сержанты.
В ноябре 1796 г. на вахтпараде Нейдгардт был пожалован лично самим императором Павлом в портупей-прапорщики роты Его Величества; 12 декабря того же года произведён в поручики свиты Его Величества по квартирмейстерской части. Этого пожалования Нейдгардт удостоился за поднесенные им императору чертежи и выписки по части военных наук. Тогда же он был командирован в Выборгскую губернию и принял там участие в составлении военно-топографической карты губернии, где оставался до 1805 г., причем последовательно был произведён в капитаны и майоры.
В августе того же года Нейдгардт оставил Выборгскую губернию, получив приказание состоять при генерал-квартирмейстере Герарде. В рядах 50-тысячного корпуса, который под начальством Кутузова двинулся в пределы Австрии, Нейдгардт сделал всю кампанию и участвовал в сражении под Аустерлицем, после чего вернулся через Венгрию и Галицию в Россию.
Начавшаяся вскоре вторая война с Наполеоном увлекла опять Нейдгардта на театр военных действий; в корпусе генерала Буксгевдена он направился в Пруссию, состоя при начальнике 14-й дивизии генерале Анрепе. После гибели последнего в сражении при Морунгене, Нейдгардт был причислен к главной квартире и состоял при Беннигсене. Находясь 22 января 1807 г. в сражении под Янковым, Нейдгардт принял затем горячее участие в сражениях 26 и 27 января при Прейсиш-Эйлау; за отличие в последнем сражении был награждён орденом св. Владимира 4-й степени.
После небольшого перерыва в несколько месяцев открылись снова военные действия, и накануне сражения под Гуттштадтом Нейдгардт получил весьма важное поручение найти удобное место для переправы наших войск, что он и выполнил очень удачно под сильным огнём французов, за что получил золотую шпагу с надписью «За храбрость». Вскоре Нейдгардт принял участие в сражениях под Гейльсбергом и Фридландом и был удостоен прусского ордена «Pour le Mérite».
По заключении Тильзитского мира Нейдгардт вернулся в Россию и уже в 1808 г. принял участие в военных действиях в Финляндии, находясь в 21-й дивизии князя Багратиона.
После нескольких стычек при преследовании отступавшего корпуса генерала Клеркера Нейдгардт был откомандирован Багратионом в отряд полковника Вуича, который получил приказание с 700 человек отправиться на Аландские острова и занять их. Вернувшись оттуда обратно с отрядом полковника Вуича, он через несколько дней был командирован опять туда же с приказанием истребить там все суда, которыми неприятель мог воспользоваться, уничтожить переговорные телеграфы, не допускать высадки шведов на остров и принять все меры, чтобы среди жителей этих островов не формировалась милиция.
Нейдгардт неожиданно для жителей занял остров Большой Аланд и затем по льду двинулся на Сигнильскер, самый близкий к шведскому берегу из Аландских островов, где захватил и уничтожил оружие, спрятанное в снегу, а также испортил давно существовавший там большой телеграф. Слабость и ненадежность льда принудили его вернуться на большой Аланд, где он принудил жителей выдать оружие.
Вскоре Нейдгардт получил от князя Багратиона предписание уничтожить все сигнальные знаки на островах и фарватерах. Исполнить такое поручение, не имея ни военных судов, ни морских офицеров, являлось делом нелегким, но несмотря на это, Нейдгардт удачно его выполнил, воспользовавшись услугами местных жителей. Это было одно из последних его удачных дел на островах. Отрезанный от Вуича и князя Багратиона, он имел слабую надежду на появление нашего флота, который, по его расчету, должен был находиться поблизости. Надежды его, однако, не оправдались, а показавшаяся вскоре шведская эскадра и высадка на острова шведских войск поставили Нейдгардта в самое отчаянное положение. Он попытался соединиться с береговыми своими постами, но потерпел неудачу и был окружен неприятелем. Запершись в доме одного пастора, он после упорной борьбы принужден был сдаться в плен вместе со своими солдатами; той же участи подвергся и Вуич.
Нейдгардт был отвезен в Стокгольм, где шведский король принял пленников очень милостиво и Нейдгардт поселился близ Стокгольма в замке Дронингольм. Весной 1809 г. он был переведен в Норконинг и оставался в плену до заключения мира со Швецией.
По возвращении в Россию Нейдгардт был назначен начальником съёмки южной части Финляндии. 9 февраля 1811 г. он был произведён в подполковники.
Кампанию 1812 года Нейдгардт начал, находясь в штабе главнокомандующего 1-й Западной армией Барклая де Толли; он принимал участие в боях под Витебском, Смоленском и Царёвым Займищем. Здесь русской армией командовал уже Кутузов, при котором с этого времени и был назначен состоять Нейдгардт. За участие в Бородинском бою Нейдгардт был произведён в полковники. Как отмечал Н. П. Глиноецкий, «собственно Бородинская позиция избрана и распределение на ней войск было сделано подполковником Нейдгардтом».
Оставшись затем состоять при главной квартире Кутузова, он с войсками вступил 1 января 1813 г. в пределы Пруссии, участвовал в сражениях под Лютценом и Бауценом, где получил от императора Александра I изустную диспозицию для передачи лично Барклаю-де-Толли, который командовал правым крылом нашей армии.
Оставаясь при главной квартире, Нейдгардт 7 августа 1813 г. был назначен исправляющим должность начальника штаба корпуса графа Ланжерона; корпус этот находился в составе Силезской армии Блюхера, и Нейдгардт сделал с этим корпусом все дальнейшие походы. 14 августа 1813 г. он участвовал в сражении при Кацбахе, где был разбит маршал Макдональд, а 15 сентября того же года был произведён в генерал-майоры (со старшинством от 20 апреля 1813 г.). За отличие в Лейпцигской битве Нейдгардт был 6 октября 1813 г. награждён орденом св. Георгия 3-й степени (№ 326)
Исполняя должность начальника штаба, отличался особенною деятельностию и благоразумными распоряжениями в продолжении кампании; в сражении под Лейпцигом давал направление колоннам, предупреждая все неприятельския намерения, и примерною храбростию много способствовал успехам и 6 октября первый с авангардом переправился через Парту.
В декабре 1813 г. Нейдгардт с войсками перешел Рейн, вступил в пределы Франции, принял участие в блокаде крепости Майнца, а в феврале 1814 г. вместе с генералом Рудзевичем энергично оборонял Суассон против соединенных сил маршалов Мармона и Мортье. Далее, он находился в сражении под Лаоном и за отличие был награждён алмазными знаками ордена св. Анны 2-й степени.
Когда соединенные армии подступили к Парижу, Нейдгардт получил распоряжение от графа Ланжерона отправиться вперед с отрядами пехоты и кавалерии под начальством генерал-майора Эммануеля и генерал-лейтенанта Панчулидзева, чтобы действовать во фланг маршалу Мармону, который стоял между рекой Марной и Уркским каналом. Сделав быстрый переход, он через три часа достиг селения Лавильет, лежащего впереди Монмартрских высот, близ Уркского канала. Ввиду позднего времени, что мешало кавалерии предпринять обходное движение, он пустил в дело артиллерию, чем произвел замешательство в тылу французских резервов и обоза и принудил их к отступлению. Когда было получено приказание атаковать гору Монмартр, Нейдгардт 18 марта 1814 г. сделал рекогносцировку и затем принял деятельное участие во взятии этой горы генералом Рудзевичем. За отличие в этих делах Нейдгардт был награждён орденом св. Анны 1-й степени.
Вернувшись осенью того же года в Россию, Нейдгардт в следующем 1815 году принял вторичное участие в заграничном походе в звании начальника штаба 4-го и 6-го пехотных корпусов при графе Ланжероне. На этот раз он находился при блокаде крепости Меца и вскоре опять вернулся в Россию.
9 апреля 1816 г. Нейдгардт был назначен начальником штаба Гренадерского корпуса. Назначенный 15 февраля 1820 г. начальником 26-й (впоследствии 9-й) пехотной дивизии, он оставался в этой должности до 21 апреля 1825 г., когда был назначен Одесским градоначальником, а 25 июня 1827 г. переименован в тайные советники и назначен присутствовать в Правительствующем Сенате во 2-м отделении 3-го Департамента; в 1843 г. произведен в действительные тайные советники.
Умер 25 августа 1850 г. в Санкт-Петербурге, похоронен на Волковом лютеранском кладбище.